# فيليب رودريغيز
فيليب رودريغيز (بالإنجليزية: Felipe Rodriguez)‏ (12 سبتمبر 1975 بإل مونتي في الولايات المتحدة - ) هو لاعب كرة قدم أمريكي في مركز الوسط. لعب مع كولورادو رابيدز ولوس أنجلوس غلاكسي ونادي أونيفرسيداد ناسيونال ونادي كيريتارو وFontana Falcons ‏ وOrange County Blue Star ‏.